# Kanzelkreuz

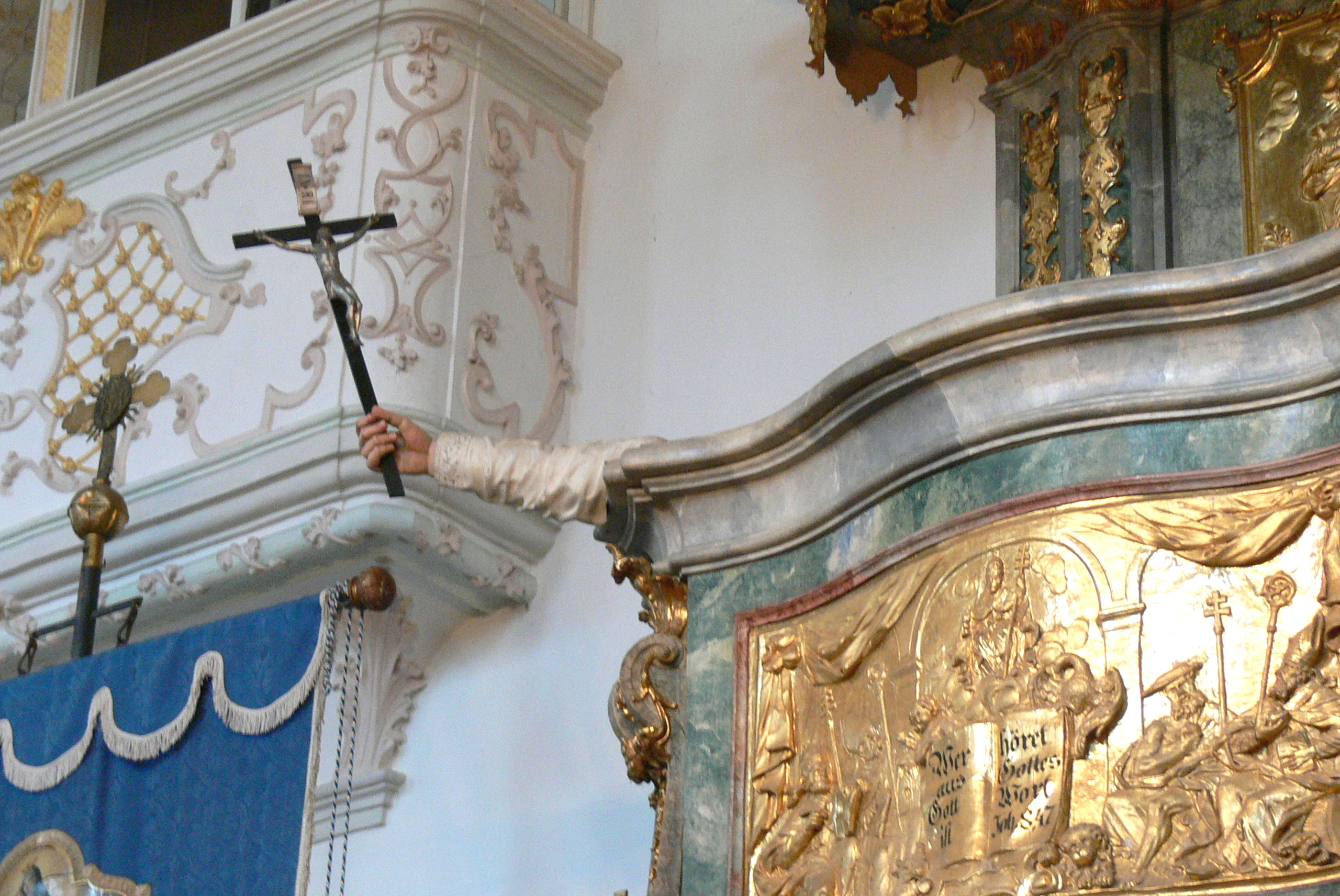
Kanzelkreuz mit Kanzelarm, Pfarrkirche Großgmain

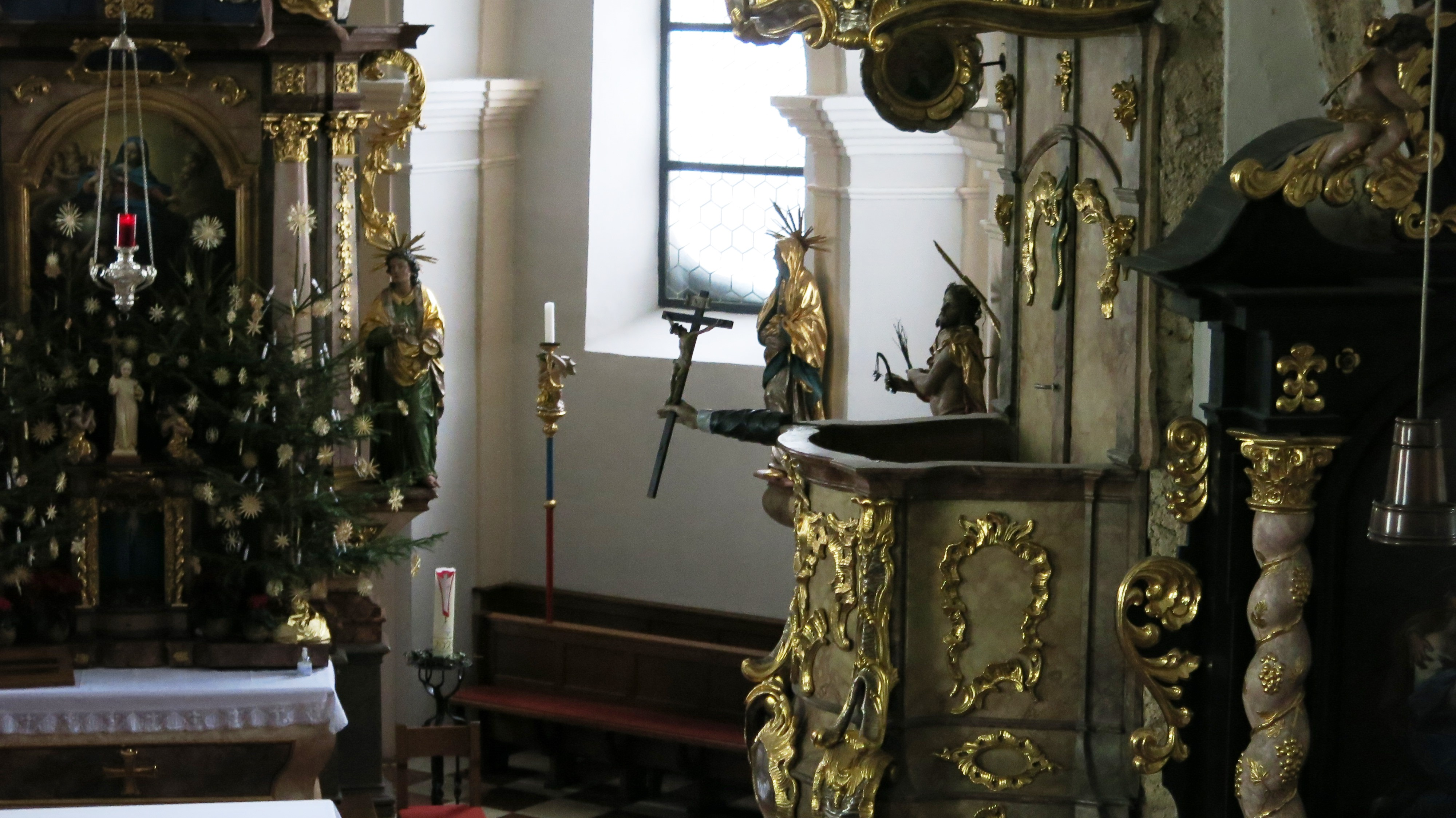
Kanzelarm, Pfarrkirche Faistenau

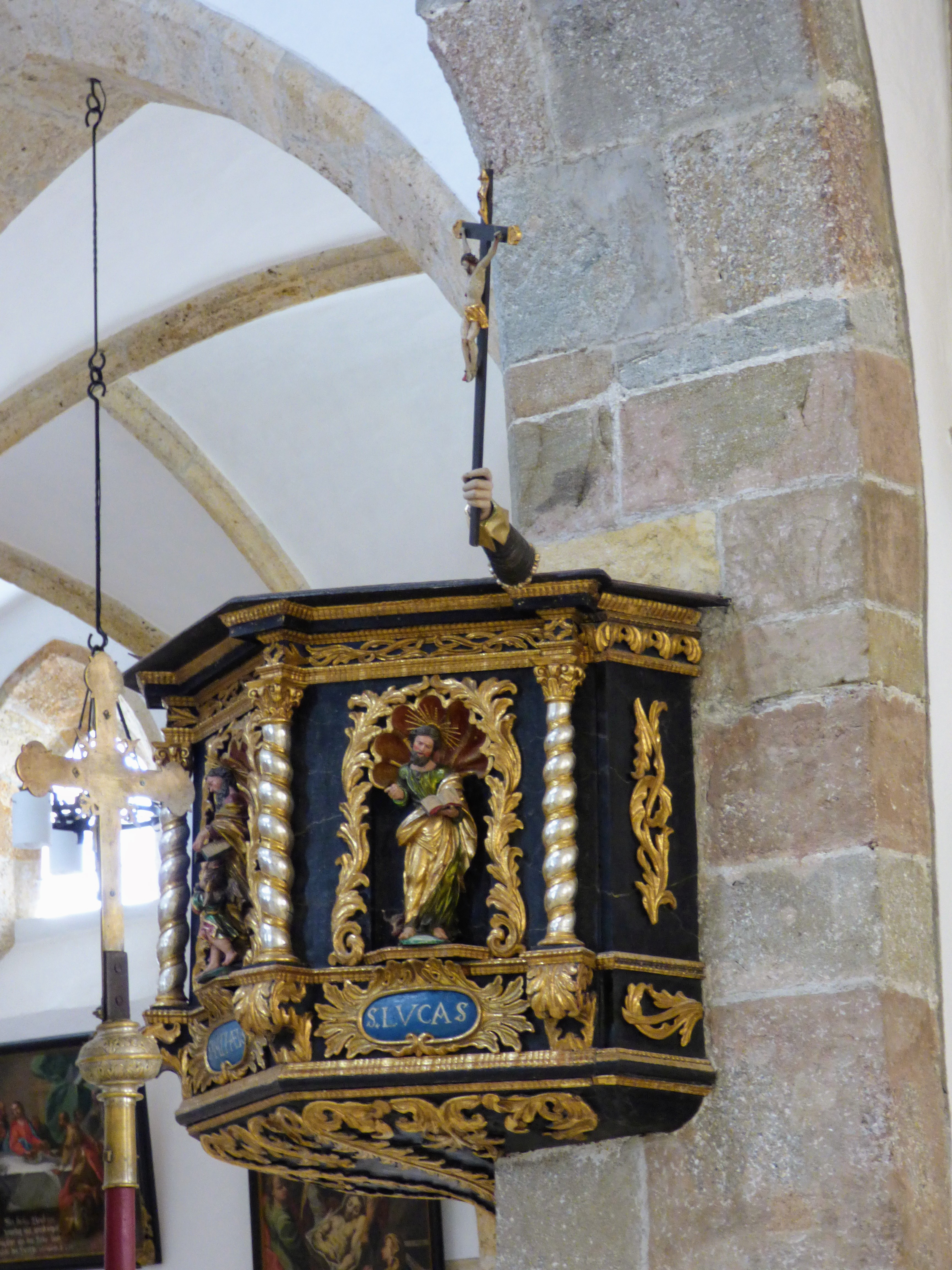
Wallfahrtsbasilika Mariapfarr

Ein Kanzelkreuz ist ein handliches Kruzifix, das sichtbar und frei beweglich an einer Kanzel appliziert ist. Es wird auch Missionskreuz oder Petrinerkreuz genannt. Verbreitet ist die Halterung des Kruzifixes als Hand an einem plastischen Arm, der mitunter als Kanzelarm oder Ignatiusarm bezeichnet wird. Ein Prediger konnte bzw. könnte das Kreuz jederzeit in die Hand nehmen und seine Predigt damit illustrieren.

## Verbreitung und Darstellung
Die meistens aus dem 18. Jh. stammenden Kanzelkreuze konnten eine mehrfache Funktion haben: Zum einen manifestiert sich gerade im Kreuz die Kernbotschaft des christlichen Glaubens (vgl. 1 Kor 1,23 „wir aber predigen Christus, den Gekreuzigten, den Juden ein Ärgernis und den Heiden eine Torheit“), weshalb das Kreuz zum häufigen Utensil des barocken katholischen Predigers wurde, um den Zuhörern die Wichtigkeit dieses Themas auch bildlich vor Augen führen zu können. Die Kanzelkreuze stecken daher frei beweglich in der Hand des Kanzelarmes und konnten jederzeit an der passenden Stelle herausgezogen werden. Zudem sollen sie im katholischen Bereich gerne nach Missionspredigten zur Rekatholisierung der Bevölkerung als sichtbare Erinnerung an den Kanzeln angebracht worden sein.
Der ursprünglich plastisch wiedergegebene Arm wurde in weiterer Folge gelegentlich durch einen Putto ersetzt, der als Kreuzhalter fungiert. Der Name „Petrinerkreuz“ entstammt der Volkssprache und erinnert wohl an die Predigttätigkeit von Geistlichen des Weltklerus im Zeitalter der katholischen Reform. Kanzelarme lassen sich vor allem in Salzburg, der Steiermark, Kärnten, Tirol und Slowenien nachweisen. Kreuze ohne Arm finden sich, z. B. in Westfalen, Kanzelarme u. a. in Dalmatien.